# Università nazionale di difesa "Carlo I"
L'Università nazionale di difesa "Carlo I" (in romeno Universitatea Naţională de Apărare "Carol I) è un'università situata a Bucarest in Romania.

## Storia

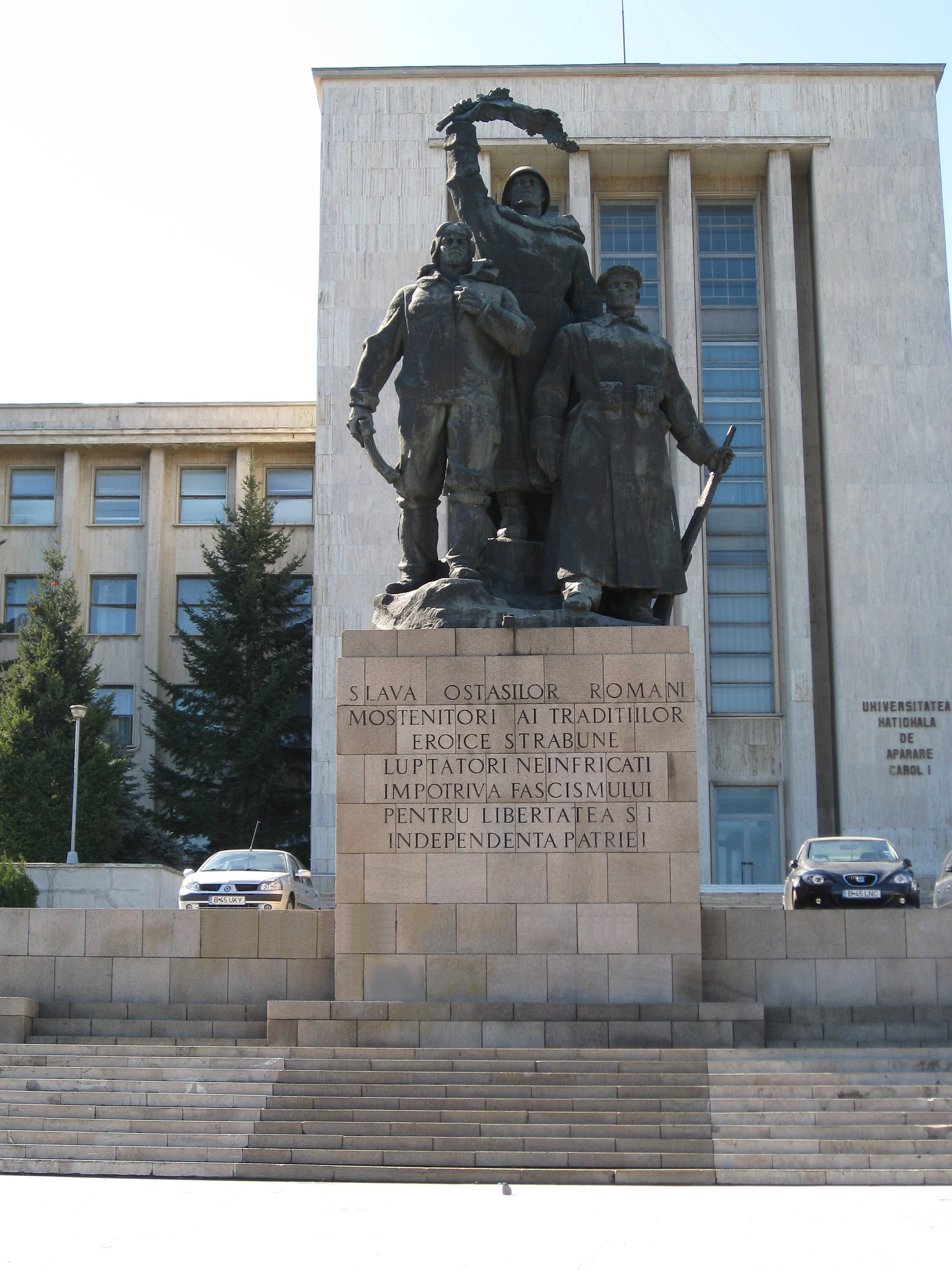
La statua situata di fronte all'ingresso

L'università fu fondata nel 1889 con il nome di "Scuola superiore della guerra". Nel 2005 fu intitolata al re rumeno Carlo I.

## Struttura
L'università è aperta sia a studenti civili che militari ed offre una preparazione in materia di sicurezza e difesa nazionale; previa richiesta delle autorità statali può altresì condurre studi scientifici specifici.